# Boda distrikt, Värmland
Boda distrikt är från 2016 ett distrikt i Kils kommun och Värmlands län. Distriktet ligger omkring Högboda i mellersta Värmland.

## Tidigare administrativ tillhörighet
Distriktet inrättades 2016 och utgörs av Boda socken i Kils kommun.
Området motsvarar den omfattning Boda församling hade vid årsskiftet 1999/2000.

## Tätorter och småorter
I Boda distrikt finns en tätort och en småort.

### Tätorter
- Högboda

### Småorter
- Högboda gård

### Övriga orter
- Rennestad